# Another Place, Another Time (chanson de Jerry Lee Lewis)
Pour les articles homonymes, voir Another Place, Another Time.
Singles de Jerry Lee Lewis
Turn On Your Love Light (en)
(1967) What's Made Milwaukee Famous (Has Made a Loser Out of Me)
(1968)
Another Place, Another Time est une chanson écrite par Jerry Chesnut (en),. Le single sort, aux États-Unis, en 1968, sous le label Smash Records (SRS 67104 ). 
La chanson figure sur plusieurs albums et compilations de Jerry Lee Lewis dont, pour la première fois, l'album du même nom Another Place, Another Time, sorti en 1968,.